# 李芳 (天順進士)
李芳（1429年—？年），字時芳，湖廣荊州府公安縣人，軍籍，治《書經》，年三十六歲中式天順八年甲申科第三甲第九十四名進士。

## 生平
五月十九日生，行一，曾祖李彥誠；祖李友仁；父李翬；母王氏。具慶下，妻鄧氏，弟茂（貢士）；蔪；蓉；英；蘭；苀；夔；萃。由國子生中式湖廣鄉試第六名舉人，會試中式第一百九名。